# Partibidragsnämnden
Partibidragsnämnden är en förvaltningsmyndighet som lyder under Sveriges riksdag och har till uppgift att pröva ansökningar och fastställa beloppen för partistöd och statligt stöd till riksdagspartiernas kvinnoorganisationer. Nämnden består av en ordförande och två andra ledamöter som utses av riksdagsstyrelsen för sex år. Nuvarande ordförande är f.d. hovrättspresidenten Gunnel Wennberg. Kammarrättspresidenten Mari Andersson och justitierådet Gudmund Toijer är ledamöter.